# Салаирско възвишение
Салаирското възвишение или Салаирски кряж (на руски: Салаирский кряж) е платообразно възвишение в Южен Сибир, разположено на територията на Кемеровска област, Новосибирска област и Алтайски край, в Русия. Простира се като леко изпъкнала на северизток дъга на протежение около 300 km, като ограничава от запад Кузнецката котловина, а на север и запад склоновете му постепенно пътъват в югоизточните части на Западносибирската равнина. Максимална височина връх Гусек 590 m (54°01′21″ с. ш. 85°52′58″ и. д. / 54.0225° с. ш. 85.882778° и. д.), разположен южно от село Аламбай, Алтайски край. Изградено е от кристалинни варовици, пясъчници, туфи и гранити. От него водят началото си реките Чумиш и Берд (десни притоци на Об) и множество техни притоци и левите притоци на река Иня (десен приток на Об). Полегатите му югозападни склонове и заравненото му било са покрити основно от осиково-елови и осиково-брезови гори, а стръмните му североизточни склонове – с брезово-осикови, лисвенични и борови гори, съчетани със степни участъци. Разработват се големи находища на полиметални руди.

## Топографска карта
- Топографска карта N-45; М 1:1 000 000[2]